# Axmålla
Axmålla (Atriplex tatarica) är en amarantväxtart som beskrevs av Carl von Linné. Enligt Catalogue of Life ingår Axmålla i släktet fetmållor och familjen amarantväxter, men enligt Dyntaxa är tillhörigheten istället släktet fetmållor och familjen amarantväxter. Arten är nationellt utdöd i Sverige.

## Underarter
Arten delas in i följande underarter:
- A. t. pamirica
- A. t. pseudo-ornata

## Bildgalleri

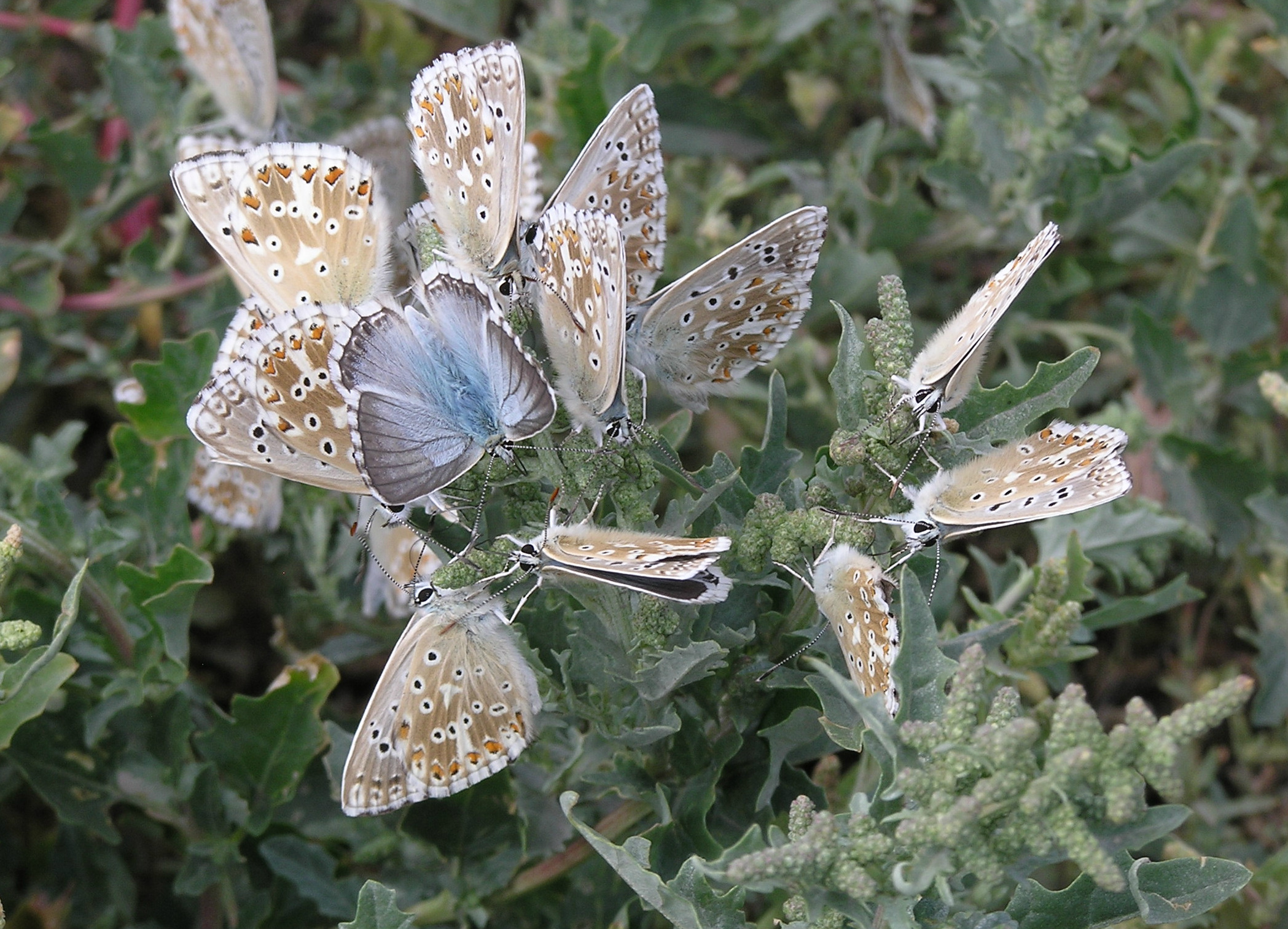
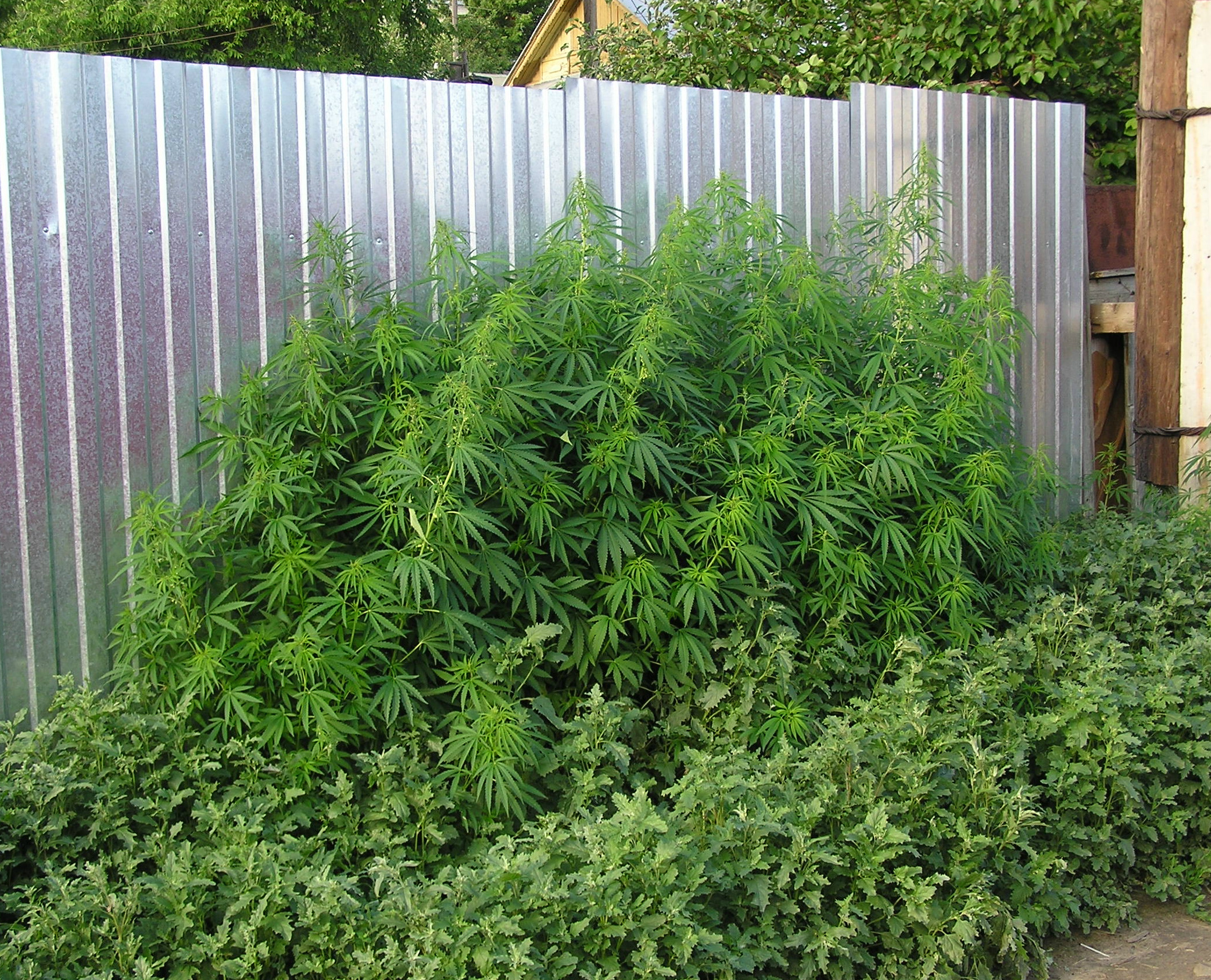